# Заргубиль
Заргубиль (чечен. Зарга-лам) — хребет в Веденском районе Чеченской республики Российской Федерации. Находится в восточной части Главного Кавказского хребта; северо-западнее Андийского хребта. Длина примерно 10 км.
Хребет берёт своё начало от села Харачой до перевала Харами вдоль реки Харачой.
На хребте три вершины: Заргайлам (1981 м.), Курчалой-Лам (1937 м.) и Воладоминцы (2280 м.)